# Плиска жовта
Пли́ска жо́вта  (Motacilla flava) — невеликий птах з родини плискових. В Україні гніздовий, перелітний.

## Опис
Тендітний птах птах розміром приблизно з горобця завдовжки 15-16 см з характерним довгим хвостом (має найкоротший хвіст серед європейських видів роду). Довжина тіла близько 17 см. У дорослих самців номінативного підвиду M. f. flava спина, поперек і надхвістя оливково-зелені; верхні покривні пера крил сірувато-чорні; підборіддя біле; низ тулуба яскраво-жовтий; махові пера бурі; стернові пера чорні, дві крайні пари з білою барвою; дзьоб і ноги чорні. Забарвлення голови дуже мінливе і залежить від підвиду. Номінативний підвид M. f. flava має синьо-сіре забарвлення голови з білими бровами; у підвиду thunbergi голова темно-сіра; під оком і на покривних перах вуха чорна пляма; підборіддя жовте; у підвиду beema голова світло-сіра; «брови» і підборіддя білі; чорноголова плиска (підвид M. f. feldegg) із південно-східної Європи (в тому числі й України) має чорне забарвлення голови.
Доросла самка номінативного підвиду зверху оливково-бура; горло біле; низ тулуба жовтуватий. У молодого птаха верх оливково-бурий; низ вохристо-білий, на шиї і волі темні плями.
Від гірської плиски відрізняється оливково-зеленим (дорослий самець) або оливково-бурим (доросла самка та молодий птах) кольором верху і коротшим хвостом, а дорослий самець — також відсутністю чорної плями на горлі.

## Поширення та місця існування
Гніздиться в помірному поясі Європи та Азії, також спостерігалася в Північній Америці та на Алясці. Вид є осілим в найтепліших зонах свого ареалу, наприклад, західній Європі, але східні та північні популяції мігрують в Африку та південну Азію. Американська популяція, яку інколи виділяють в окремий вид Motacilla tschutschensis, зимує на тихоокеанському узбережжі США.
Тримається на відкритих місцевосцях біля води, наприклад, на вологих луках та болотах.

## Гніздування
Гніздо будує на землі у вигляді плоскої чашечки діаметром 80-110 мм і глибиною 30-45 мм. За будівельний матеріал використовуються різні частини лучних рослин; дно гнізда встеляється пучками шерсті або кінського волосу. Часто на дні гнізда можна виявити один-два зелених листочка злакових рослин або кілька пір'їн. Кладка складається з 5-6 зеленувато-білих або жовтувато-білих яєць з темними крапками. Інкубаційний період триває 10-13 днів, насиджує одна самка. Пташенята залишають гніздо приблизно через 13 днів, проте ще деякий час не здатні літати і годуються батьками.

## Живлення
Раціон складають різні дрібні безхребетні тварини: павуки, клопи, веснянки, твердокрилі, мухи, гусінь, метелики, комарі та мурахи. Поживу, зазвичай, шукають на землі, швидко пересуваючись серед трави.

## Охорона
Плиска жовта перебуває під захистом Бернської конвенції (Додаток 2).

## Галерея

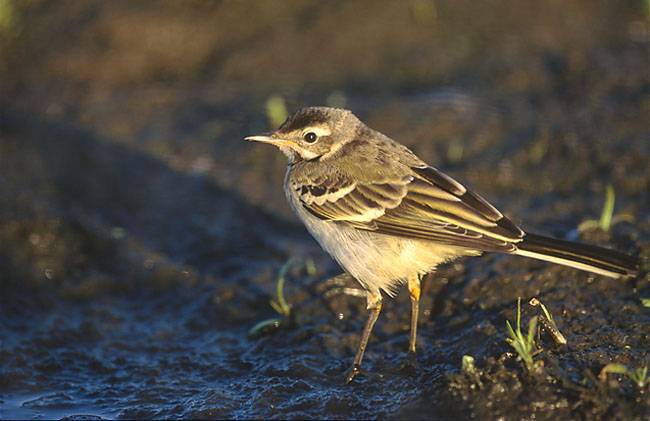
Молода особина
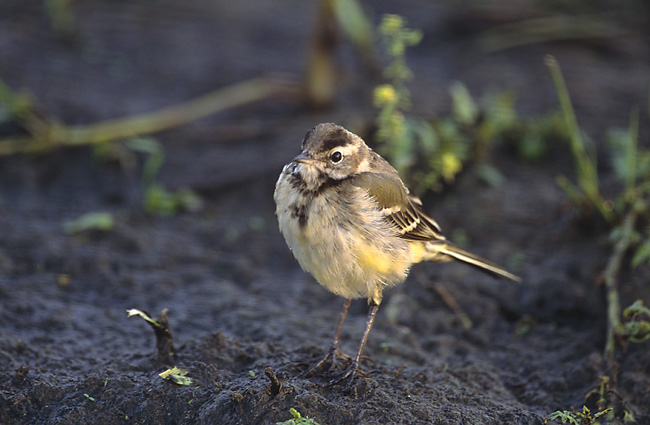
Молода особина
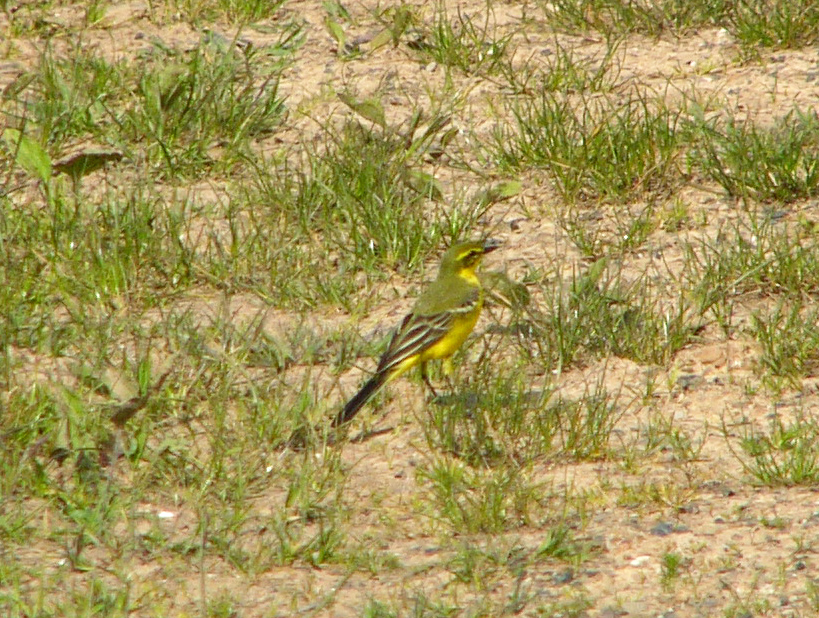
Підвид Motacilla flava flavissima
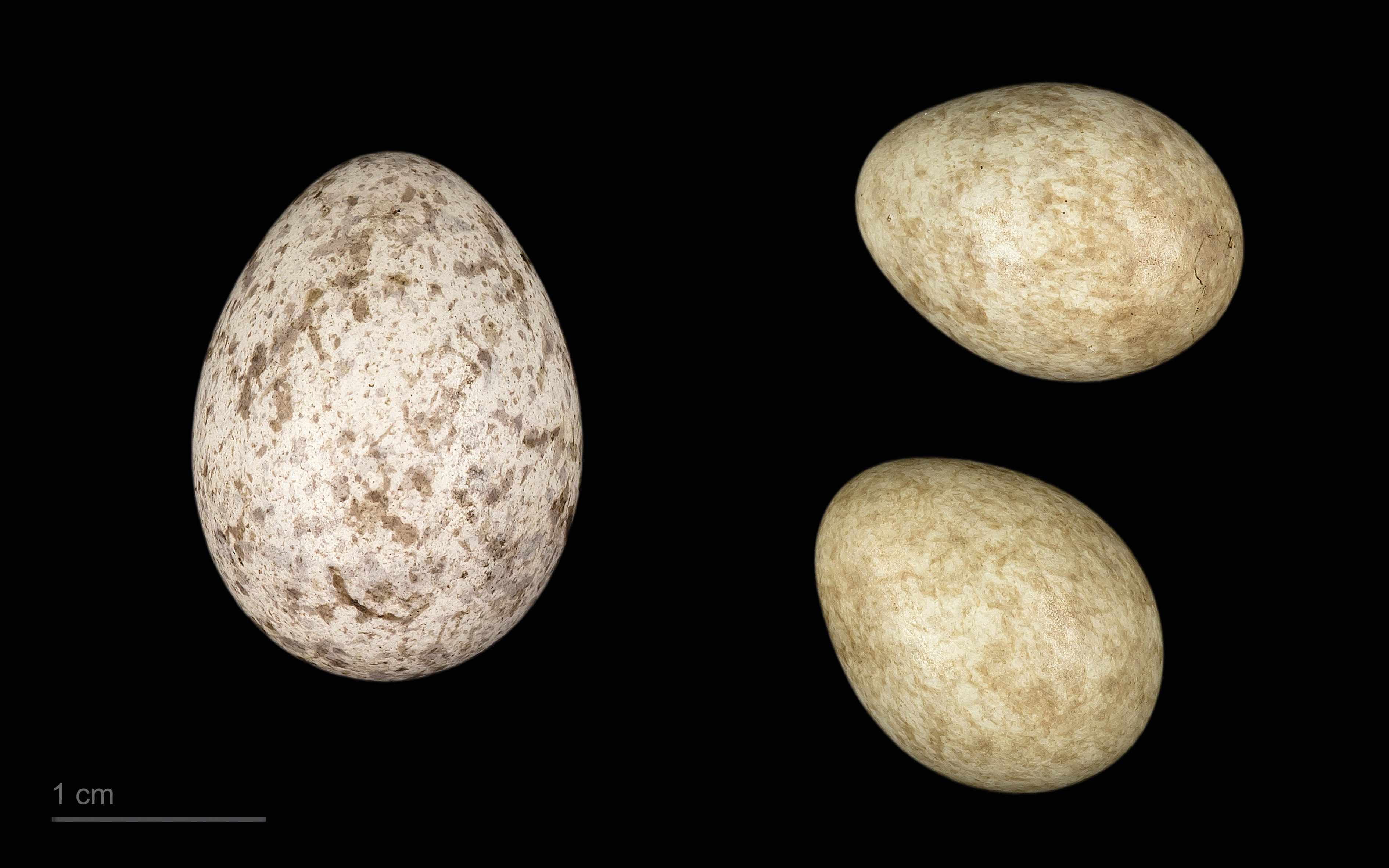
яйце Cuculus canorus canorus + Motacilla flava -  Тулузький музей